# Harley Quinn
Harley Quinn (nombre real Harleen Frances Quinzel) es un personaje ficticio creado por los estadounidenses Paul Dini y Bruce Timm para la editorial DC Comics. Quinn hizo su debut en el séptimo episodio de Batman: la serie animada, «El favor del Joker», en septiembre de 1992 y se convirtió en una villana recurrente en la serie. Un año después la introdujeron en el universo de los cómics en la duodécima edición de Las aventuras de Batman. Desde entonces ha aparecido en numerosas obras, desde la novela gráfica Amor loco (1994) hasta la serie de juegos de vídeo Batman: Arkham. Quinn ha protagonizado tres series de historietas en solitario. Karl Kesel comenzó a escribir la primera en 2000 y Terry y Rachel Dodson la dibujaron; después de veinticinco publicaciones, AJ Lieberman, Mike Huddleston y Troy Nixey reemplazaron al equipo y terminaron la serie con treinta y ocho números. Con el reinicio de títulos The New 52 en 2011, el matrimonio de escritores de Amanda Conner y Jimmy Palmiotti se encargó de Harley Quinn Vol. 2 (2013) con arte de Chad Hardin. DC Comics lanzó una tercera serie de Quinn tras el nuevo reinicio DC Rebirth, mantenido el equipo creativo del segundo volumen hasta el número treinta y cuarto. A partir del número treinta y cinco, Frank Tieri reemplazó a los escritores e Inaki Miranda, al dibujante.
Aunque en ocasiones se encuentra sola o acompañada por Poison Ivy, Quinn es principalmente reconocida como cómplice y novia del Joker. Originalmente, la Dra. Harleen Frances Quinzel era su psiquiatra en el manicomio Arkham (Gotham City) hasta que se enamoró de él y se convirtió en una supervillana a su servicio. En versiones más reciente, el personaje evolucionó a una antiheroína, rompió sus lazos con el Joker y se mudó a Coney Island (Nueva York). El nombre de Quinn es un juego de palabras que en inglés suena como «harlequin», referido al personaje de la comedia del arte arlequín. Su vestuario ha variado a lo largo de los años, siendo el más representativo de ella su leotardo rojo y negro de bufón. Es inmune a una gran variedad de venenos y enfermedades gracias a un suero que recibió de Ivy, cuenta con inteligencia, fuerza y velocidad mejoradas y está entrenada en el uso de diferentes armas. Entre sus favoritas se encuentran el mazo, el bate y los pasteles explosivos.
En un principio, Arleen Sorkin, quien inspiró el personaje, fue la primera actriz vocal para Quinn en diferentes entregas del universo animado de DC Comics hasta 2011. Desde entonces, Tara Strong, Hynden Walch, Grey DeLisle, Meghan Strange, Laura Bailey y Janyse Jaud también prestaron su voz a la payasa en como películas, miniseries y videojuegos. En 2002, Mia Sara la personificó en la serie de televisión Birds of Prey y, en 2014, Cassidy Alexa realizó un cameo como Quinn en un episodio de Arrow. A partir de 2016, la australiana Margot Robbie comenzó a interpretar a la antiheroína para el universo extendido de DC, Suicide Squad (2016). Robbie se convirtió en la primera artista en representar a Quinn para la pantalla grande y repitió su papel en Birds of Prey (2020) y The Suicide Squad (2021).

## Historia de publicación

### Creación e introducción
La creación de Harley Quinn fue una idea de último minuto propuesta por el escritor estadounidense Paul Dini para modificar una escena del vigésimo-segundo episodio de Batman: la serie animada, «El favor del Joker». Realizarían el cambio en una escena donde el antagonista titular saltaba sorpresivamente de un pastel de cumpleaños, debido a que la situación no encajaba con el personaje. A mediados de 1991, Dini pensaba en introducir un personaje femenino relacionado con el Joker exclusivo para el capítulo y que simultáneamente lo igualara con otros villanos de la serie que ya tenían una compañera a su lado. El artista dibujó bosquejos de una payasca inspirada en una escena de la telenovela Days of Our Lives donde la actriz y amiga suya Arleen Sorkin aparecía en una secuencia onírica vestida con un traje de bufón patinando en una sala de trono y haciendo chistes trillados para la realeza. Una vez que terminó los dibujos, el escritor los entregó al productor principal de la animación, Bruce Timm; según este, los diseños tenían influencias de las caricaturas de 1960, eran «ásperos» y, «francamente, no muy buenos». El dibujante declaró que «inmediatamente comencé a investigar sobre el arte del arlequín tradicional e hice una especie de versión supervillana simplificada de eso». Timm la diseñó con un leotardo rojo y negro decorado con diamantes, puños con volantes y el gorro de dos puntas de un bufón. De acuerdo con el productor, el problema principal con el diseño del vestuario fue que «los disfraces clásicos de arlequín son muy, muy barrocos», con patrones de diamantes complicados que serían difíciles de animar; por esto tuvo que colocarlos estratégicamente. Adicionalmente, Timm admitió que copió los colores para Quinn de un personaje de Lev Gleason Publications, Daredevil, porque le pareció «un motivo único». Dini invitó a Sorkin para que grabara la voz de Quinn, ya que había abandonado Days of Our Lives y se encontraba disponible para comprometerse con el trabajo. De todos modos, la actriz no había preparado una voz demasiado compleja y decidió ofrecer algo que «llegó con facilidad»: sonaba «altamente nasal, melódica y llena de inflexiones a lo Brooklyn», muy similar a su propia voz. Sorkin describió la experiencia de trabajar con Mark Hamill, la voz del Joker para la serie, como «fascinante» y declaró que «a veces olvidaba decir mis líneas porque estaba muy ocupado mirándolo». Finalmente, el personaje estaba listo y aparecería en el episodio con un papel destacado, enfrentándose a un par de policías y al mismo Batman, pero no en la parte para la que había sido creado. Timm decidió dejar la escena del pastel sin modificar porque creyó que sería más gracioso si el Joker saltaba del postre.
Cuando terminaron la producción, sus creadores tuvieron diferentes opiniones sobre regresar a Quinn. Por un lado, Dini estaba muy a favor de convertirla en un personaje recurrente, mientras que Timm se encontraba reacio a expandir su participación. Este último creía que, si bien era una serie para niños, debían mantener al criminal tan serio y amenazante como fuera posible y darle una «novia» lo humanizaba demasiado. Sin embargo, estaba de acuerdo con que «verla animada, con el combo de lo visual y la interpretación de Arleen Sorkin era algo mágico», así que aceptó traerla de vuelta en próximas entregas. La primera vez que consideraron traer de regreso a Quinn fue durante la producción del trigésimo cuarto episodio de la serie, «El pez que ríe», ya que el payaso criminal necesitaba una pandilla con un público «divertido y adulador». En un capítulo de 1993, el personaje tuvo un giro importante en su desarrollo cuando conoció a Poison Ivy, quien la animó a terminar la abusiva relación que tenía con el Joker. Titulado «Harley and Ivy» en inglés, trató abuso doméstico y autodescubrimiento con «diversión y ligereza», pero con «una matiz más oscura». Según Dini, emparejar a la payasa con un personaje femenino tan fuerte como Ivy le pareció lo más «natural». Antes de que terminara la serie, los escritores decidieron darle a la bufona un final feliz en un episodio que protagonizó sin su pareja. De acuerdo con Timm, escribir una historia de Quinn sin el Joker les representaba un desafío. En «Día de fiesta de Harley», la liberan del asilo Arkham tras su rehabilitación solo para que la acusen erróneamente de robo, lo que provoca una cadena de eventos que alimentan su presunta culpabilidad. Al final, Batman encierra a Quinn en Arkham nuevamente pero se insinúa que la liberarán pronto nuevamente. La idea para la historia llegó de Sorkin, quien había interpretado un personaje llamado Geneva en la comedia Duet (1987); Geneva, una exladrona, es acusada de robo accidentalmente tras comprar una remera sin quitarle la etiqueta de seguridad antes de salir de la tienda. De acuerdo con la actriz, esta no fue la primera vez que ayudó en el desarrollo de Quinn: «Hubo un par de veces que hice cosas que inspiraron el personaje. Una fue durante los disturbios de Los Ángeles de 1992. Paul estaba entrando en depresión nerviosa. Había incendios por todas partes y estábamos conduciendo del estudio de grabación y era en lo profundo de Hollywood y simplemente comencé a cantar para intentar animarlo. Recordó la canción, “Say We're Sweethearts Again”, y la puso en la serie».
Sorkin prestó su voz a la villana en un total de nueve episodios de La serie animada, en seis de su continuación, Las nuevas aventuras de Batman (1997), y en la película Batman del futuro: El regreso del Joker (2000). Quinn también apareció en varios cruces del universo animado de DC: en «Lo mejor del mundo» (1997) de la segunda temporada de Superman, dividido en tres partes correspondientes a los capítulos dieciséis, diecisiete y dieciocho; en «Comodines» (2003) de Liga de la Justicia, divido en los episodios veintiuno y veintidós de la segunda temporada, y en el primer capítulo de la tercera temporada de Static Shock, «Duras como uñas» (2003). Además coprotagonizó la serie Gotham Girls junto a algunas de las superheroínas y súpervillanas de Gotham City. Sorkin interpretó a Quinn en veinticinco de treinta episodios a lo largo de tres temporadas.

### Transición a los cómics

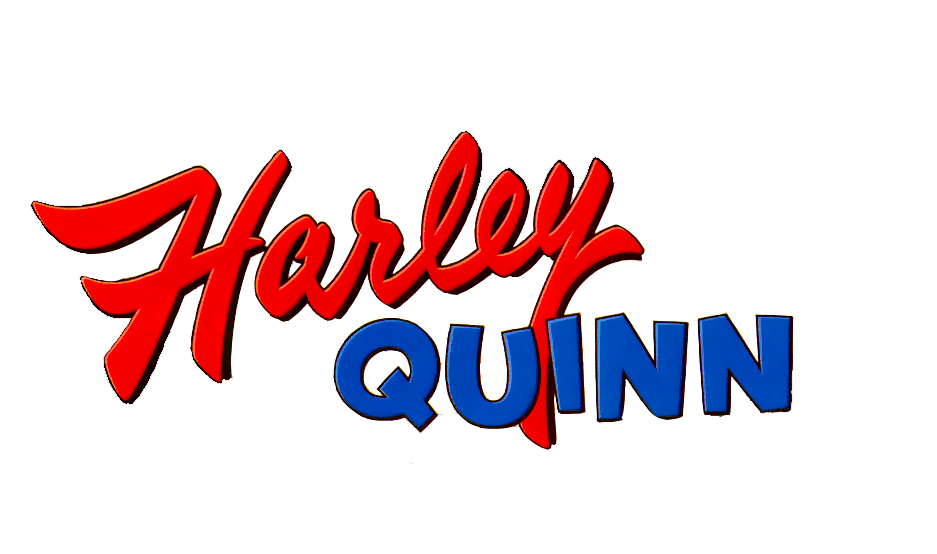
Logo de Harley Quinn Vol. 1 (2001), que DC Comics utilizó hasta que lanzó la segunda serie de Quinn con uno nuevo en 2013.

Quinn se convirtió en uno de los personajes nucleares en el universo DC gracias a la popularidad que consiguió entre los admiradores tras su debut en La serie animada. Sin embargo, su introducción a los medios impresos se dio en Las aventuras de Batman, desarrollada en la continuidad del universo animado de DC. En agosto de 1993, la editorial publicó la duodécima entrega de la historieta, subtitulada «Batgirl: Primer día» y creada por Kelley Puckett y Mike Parobeck; en el número, Barbara Gordon se disfraza de Batgirl para asistir a una fiesta de disfraces, en la cual irrumpen Quinn, Poison Ivy y Catwoman. Un año más tarde, DC editó la novela gráfica Amor loco, un especial de la serie de Las aventuras de Batman que ilustraba el trasfondo de Quinn; la historia la describe como una psiquiatra con problemas paternos y tendencias autodestructivas a merced de la manipulación del Joker. Luego de enamorarse del villano decide abandonar su carrera profesional para convertirse en una rimbombante criminal. Los creadores de la payasa escribieron la novela y, de acuerdo con Timm, se basaron en una amiga para narrar la abusiva relación entre Quinn y el Joker. Dini declaró que «no es un relato sobre la víctima, sino una advertencia sobre lo que ocurre cuando alguien ama imprudentemente, obsesivamente, y durante demasiado tiempo. A través de las experiencias tragicómicas de Harley, nos vislumbramos a nosotros mismos en un espejo de circo, distorsionados y demasiados dispuestos a hacernos los idiotas por alguien sin quien estaríamos mucho mejor». Amor loco ganó el premio Eisner a Mejor entrega única del año y, debido a la popularidad entre los admiradores, los escritores la adaptaron a un episodio de Las nuevas aventuras de Batman en 1999. La introducción de Quinn a la línea principal en este medio se dio a través de la historieta Batman: Harley Quinn (1999), perteneciente a la colección de cómics de Tierra de nadie. Dini fue el escritor de la historia, Yvel Guichet y Aaron Sowd se encargaron de ilustrarla y Alex Ross creó la portada. El argumento toma lugar en Gotham City luego de que terremotos la sumieran en el caos; después de que el Joker la dejara moribunda, Quinn busca vengarse de su expareja con ayuda de Poison Ivy. Además de ser su apoyo moral, Ivy inyecta un suero a la payasa que la vuelve inmune a los venenos y mejora su fuerza y su flexibilidad.

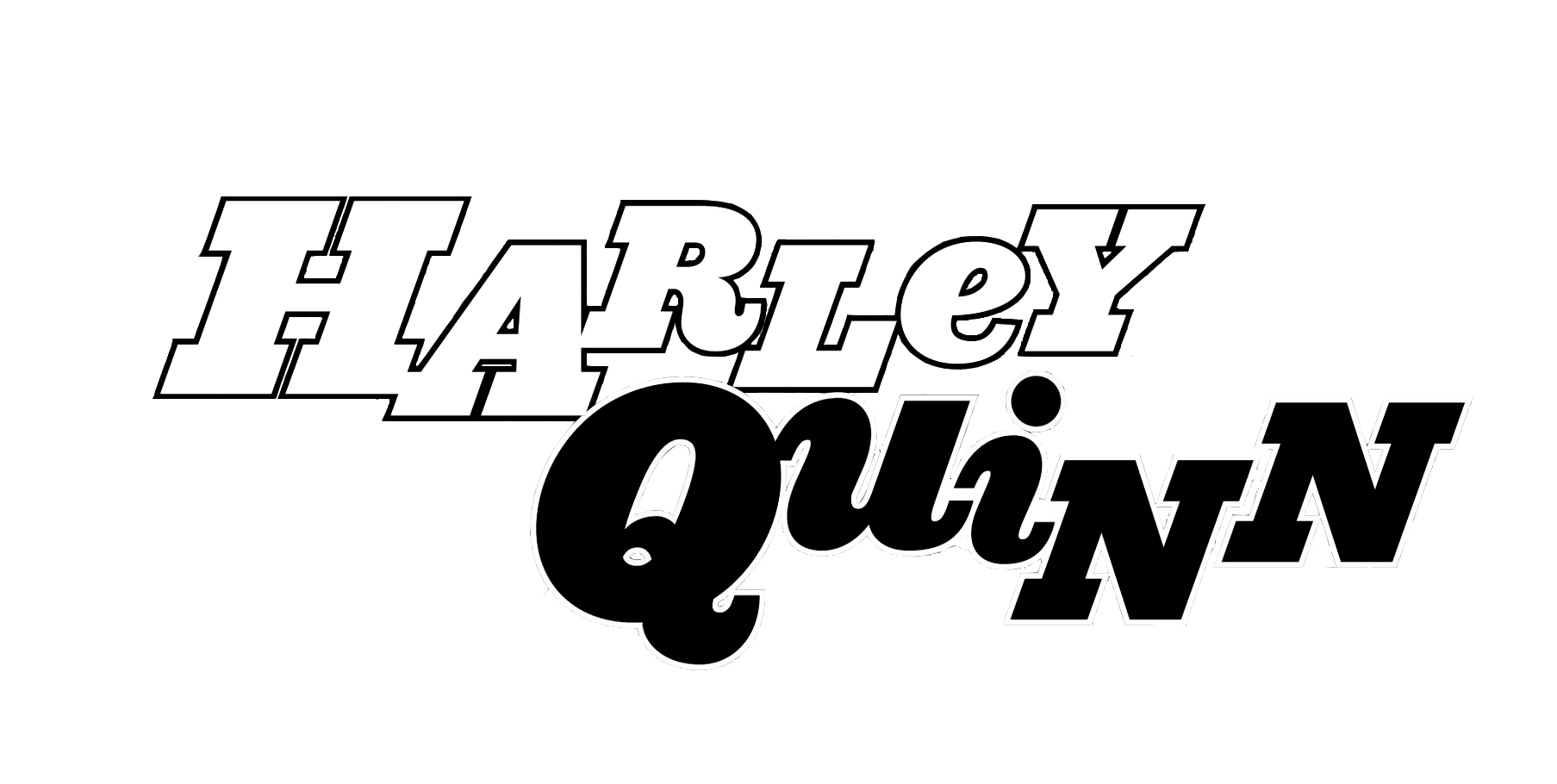
Logo de Harley Quinn Vol. 2 (2013).

En verano de 2000, Quinn apareció en algunos números de Superman: Emperor Joker y un año después comenzó a protagonizar su primer volumen mensual de historietas. Karl Kesel escribió sus primeros veinticinco números y Terry y Rachel Dodson los ilustraron; AJ Lieberman, Mike Huddleston y Troy Nixey reemplazaron al equipo y le dieron un toque más oscuro a la serie antes de que la cancelaran y redujeran el papel de Quinn a una villana ocasional en las historias de Batman. La trama mostraba cómo la protagonista abonaba Gotham para mudarse a Metrópolis, incluyó su muerte, subsecuente resurrección y concluyó con su internamiento voluntario en Arkham. La serie solo duró cerca de dos años y tuvo una mala recepción crítica en general. Abraham Riesman de Vulture describió a Harley Quinn Vol. 1 como una mezcla explosiva entre «una pelusa olvidable, neo-noir incómodo y las incoherencias más grandes de la vida». Según Riesman, el fracaso del volumen se debió al alejamiento entre Quinn y el Joker, ya que se removió «su relación definitoria. Sería como escribir años de historias del Joker que no involucraran a Batman: vacías y confusas». Por otro lado, el ensayista Chris Sims sostuvo que el fracaso del primer volumen se debió a la radical transición que sufrió el personaje al mundo de los cómics. Sims dijo: «Cuando se la mueve a la continuidad principal en 199, inmediatamente cambian cosas, porque está enamorada del Joker que tenemos en los cómics, no de aquel en las caricaturas. Y el Joker de los cómics ha matado un millón de personas. Es un asesino sádico y torturador. No se puede simpatizar con ella cuando ese es el Joker que le gusta». En 2004, DC Comics lanzó una miniserie de tres números titulada Batman: Harley and Ivy. La relación entre las villanas se fortaleció con el lanzamiento de la serie Gotham City Sirens (2009), que contó con el creador de Quinn, Paul Dini, como escritor. El volumen presentó arcos argumentales con Quinn, Ivy y Catwoman como protagonistas e incluyó las apariciones de otros personajes femeninos como Zatanna y Talia al Ghul. Duró veintiséis números, hasta que la editorial la canceló junto con el resto de sus títulos en 2011 para comenzar un reinicio en el universo DC.
Tras el reinicio masivo conocido como The New 52, Quinn comenzó a coprotagonizar el cuarto volumen de Suicide Squad. Dos años después, la editorial lanzó una segunda serie estelar de la payasa, escrita por el matrimonio de Amanda Conner y Jimmy Palmiotti e ilustrada por Chad Hardin y John Timms. La obra ofreció una toma diferente del personaje con respeto a Suicide Squad Vol. 4, al mostrar su lado más «divertido e irreverente», donde la protagonista evolucionó de manera individual. Esta nueva versión de Quinn se mudó de Gotham a Coney Island (Nueva York), rompió lazos con su abusiva pareja y comenzó una amistad romántica con Poison Ivy. Conner explicó que querían sacarla de esa ciudad porque de lo contrario seguiría encontrándose con Batman y el Joker y «se habría convertido en un personaje secundario en su propio libro». Según Palmiotti, «probablemente sea lo más saludable para que un personaje evolucione». Harley Quinn Vol. 2 tuvo una buena recepción comercial, llegando a superar las ventas de los títulos contemporáneos de Superman, Justice League y Green Lantern.

### Caracterización

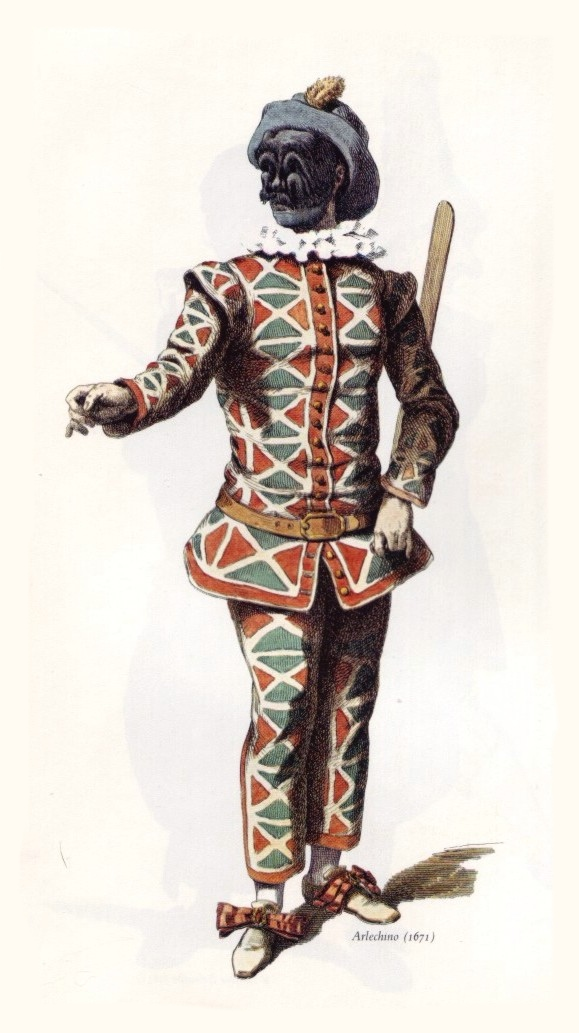
Los creadores de Harley Quinn se inspiraron en el personaje cómico arlequín para su nombre y atuendo.

Con títulos como la Princesa Payasa del Crimen y el Caos y el Cupido del Crimen, Harley Quinn es conocida principalmente como enemiga de Batman y pareja del Joker. Desde su aparición en el universo DC, Quinn ha sido representada como una psiquiatra que rompió su juramento hipocrático al enamorarse del archienemigo de Batman y al convertirse en su compañera en crimen. Si bien la payasa es «casualmente homicida, alegremente amoral y mentalmente desequilibrada», en ocasiones intenta hacer del mundo un lugar mejor, aunque en general es por accidente más que por el bien y la justicia. Quinn padece varias enfermedades mentales: trastorno de identidad disociativo, tendencias homicidas, síndrome de Estocolmo y folie imposée y es una sobreviviente de violencia doméstica.
Junto con su leotardo rojo y negro y su sombrero de arlequín a juego, sus frases entonadas con un «pesado acento cantarín» son representativas de la payasa. Quinn suele referirse al Joker cariñosamente como «Mistah Jay» y «Puddin'».
Si bien la payasa comenzó como un «accesorio» del Joker, eventualmente la emparejaron con Poison Ivy, quien se convertiría en una de sus compañeras más duraderas. En 2015, Conner y Palmiotti confirmaron que las villanas eran de hecho novias pero «sin los celos de la monogamia».

## Habilidades y armas
Harley Quinn posee una excelente agilidad y es rápida peleando, solo es superada por Batman y el Joker. Su agilidad se debe a ser una gimnasta y una acróbata.
Tiene un diverso armamento y muchas herramientas dentro de un bolso que lleva junto al Joker. Entre las más representativas se encuentran un mazo gigante de madera (con el que suele aparecer) y un revólver con un cañón de 15 centímetros de largo, con municiones normales y también explosivas, parecidas a las bromas de payasos.
En Batman: Arkham Asylum lleva un arma grande, posiblemente una ametralladora, y en el DLC de Batman: Arkham City, "Harley Quinn´s Revenge", una pistola un poco larga que lanza municiones explosivas.
En la película Suicide Squad (Escuadrón Suicida) utiliza un bate de baseball, en el está escrito la palabra "Good Night" ("Buenas Noches" en español) en la parte de delante y en la parte de detrás una nana (canción para que los bebés se duerman) que cantaba al final de un videojuego de Batman y un revólver blanco y negro con toques de oro.
Al contrario que el Joker, es capaz de simular cordura, pudiendo así fingir ser una persona "normal". De esta forma, se ha disfrazado de guardia de seguridad, abogada e incluso de Hiedra Venenosa y Batgirl.
Tempranamente durante su amistad, Hiedra Venenosa inyectó a Harley un antídoto contra toxinas, con lo que esta se volvió inmune a todo tipo de venenos y toxinas así como a químicos y enfermedades (entre ellos, el gas de la risa de Joker). Otros efectos del antídoto fueron el de aumentar su fuerza y su resistencia, aumentando sus posibilidades de sobrevivir a accidentes mortales y de infiltrarse a sitios de alta seguridad, algo que se ve cuando tomó el control de la seguridad del asilo Arkham ayudando al Joker en su plan para atrapar a Batman.

## Intereses románticos
Harley Quinn ha tenido varios intereses amorosos, siendo los más notables el Joker y Poison Ivy. Otros intereses amorosos incluyen a Mason Macabre, un personaje creado por Conner y Palmiotti. Plastic Man inicialmente tenía la intención de ser un interés amoroso para Harley Quinn por parte de Kesel, pero no fue aprobado por DC.

### El Joker
El Joker es el antiguo amante de Harley Quinn. Los cómics en solitario de Harley a menudo exploran su antigua asociación con el Joker a través de "flashbacks de sus hazañas pasadas, conflictos actuales", o a través de Harley mientras "lamenta su ausencia". Harley a menudo se refiere a él como "Mistah J" y "Puddin'".
Su relación es conocida por su naturaleza abusiva y codependiente, establecida por primera vez en la primera historia de origen de Harley, Amor Loco. El Joker habitualmente abusa de Harley y, a pesar del abuso, Harley Quinn regresa con él. En el cómic de una sola vez de 1999 Batman: Harley Quinn, el Joker decide matar a Harley, después de admitir que se preocupa por ella, que su relación es romántica y que estos sentimientos le impiden cumplir su propósito. Dini describe su relación como abusiva, y simpatiza con los sentimientos de abandono de Harley, con Dini basando la mayor parte del diálogo de Harley en sus experiencias pasadas.
La relación controladora y codependiente del Joker con Harley Quinn se ha analizado como un medio para que el Joker refuerce su propia creencia en su poder en un mundo en el que otro villano o Batman puede matarlo o neutralizarlo. Joker refleja su identidad a través de Harley en su apariencia, y aunque puede ignorarla o actuar con indiferencia hacia ella, continúa tratando de someterla a su control. Cuando Harley derrota con éxito a Batman en Amor Loco (1994), el Joker, castrado por su propio fracaso, la hiere gravemente por miedo a lo que los otros villanos pensarán de él; sin embargo, mientras Harley se recupera, el Joker le envía flores, que ella acepta, reafirmando su control sobre ella.

### Poison Ivy
Poison Ivy es el interés amoroso actual de Harley Quinn y su mejor amiga, y Harley a menudo se refiere a ella como "Roja". Ivy fue presentada por primera vez como una nueva amiga de Harley por Dini en el episodio de Batman: The Animated Series de 1993 "Harley and Ivy". El episodio provino de Dini que quería hacer de Harley un personaje más fuerte y escribir una historia en la que deja al Joker; Dini decidió emparejarla con Ivy porque ella era "el mayor contraste con Harley". Más tarde, las dos se hicieron amigas cercanas dentro del Universo animado de DC. Dini dijo que podía ver una relación romántica entre los dos cuanto más trabajaba con los dos personajes, pero la imposibilidad de retratar adecuadamente su relación en una caricatura infantil en ese momento evitó que sucediera.
Antes del reinicio de The New 52, se muestra que Ivy se asoció en ocasiones con Harley, siendo Harley su mejor amiga y aliada recurrente. A diferencia de la mayoría de los equipos de villanos, su asociación se basa en la amistad genuina y el respeto mutuo. Ivy sinceramente quiere salvar a Harley de su enfermiza relación abusiva con el Joker. En consecuencia, Poison Ivy desprecia al Joker, y los dos intercambian bromas maliciosas en cada oportunidad. En la historia final de la serie Gotham City Sirens, Harley sugiere que Ivy puede estar enamorada de ella, una acusación que la deja atónita. En el siguiente número, Poison Ivy reconoce que es posible que ame a Harley, pero los detalles de su amor nunca se especifican, y la serie terminó con el reinicio de New 52 antes de que se pudiera abordar su relación.
Conner y Palmiotti insinuaron una relación romántica en la serie New 52 Harley Quinn, y luego confirmaron que Harley e Ivy tienen una relación no monógama. Harley Quinn #25 de 2017 marcó su primer beso canónico.

## Biografías ficticias

### Universo animado de DC
Harleen «Harley» Quinzel entró a la Universidad de Gotham gracias a una beca de gimnasia para estudiar psiquiatría. Aunque era una estudiante floja, utilizaba sus encantos para seducir a sus profesores y aprobar algunas asignaturas. Comenzó a trabajar como interna en el manicomio Arkham tras graduarse primera de su clase. En busca de mentes criminales de alto perfil por la excitación, el desafío y el «glamour», la doctora inmediatamente se sintió atraída por el Joker, que dejó una rosa en su oficina con una nota pidiendo que la visitara alguna vez. En su primer encuentro, el payaso declaró que su nombre —con un poco de arreglo para que sonara como “arlequín”, el espíritu de la frivolidad y la diversión»— lo hacía sentir feliz y seguro. Luego de casi tres meses de súplicas a su superior, Quinzel consiguió arreglar sesiones con el criminal.

### Pre-Flashpoint

#### Primeros años de vida e inicios de carrera criminal
Harleen Quinzel, la mayor de dos hijos, nació en Bensonhurst (Brooklyn), Nueva York, de un matrimonio de cristianos judíos. Quinzel se interesó en la mente humana en una edad temprana para poder comprender todo lo que el estafador de su padre le hizo a su familia. La neoyorquina desarrolló su obsesión por el Joker durante sus años en la Universidad de Gotham donde estudió Psiquiatría. Para entrar al programa, presentó una idea que creía sería un buen eje central para su tesis de graduación: la intersección entre el amor y el crimen. Según ella, «las únicas dos circunstancias bajo las cuales una persona ignora las reglas de la sociedad [son]: cuando cometen un crimen o cuando se enamoran». Sin embargo, Quinn indujo el aparente suicidio de su novio, Guy Kopsi, a través el experimento para comprobar su teoría. Los hechos «caóticos» la llevaron a pensar que comprendía la psicología del Joker y declaró que haría lo necesario para conseguir una pasantía en el manicomio Arkham.
Durante su primer año de residencia en el hospital solo le tomó tres meses conseguir permiso para tener sesiones con el Joker con la excusa de estar buscando material para un libro. Desde el principio, la interina tenía en mente atraer la atención del payaso y se presentó bajo el nombre de «Harley Quinn», como el arlequín, para crear un lazo entre los dos. El truco funcionó y él la encontró «excéntrica» y diferente al resto de los doctores. Desde ese momento, Quinn ayudó a su amado a escapar múltiples veces. El Dr. Jeremiah Arkham ordenó que revocaran su licencia médica cuando lo descubrió aunque Quinn justificó sus actiones en nombre de la terapia. La enviaron a confinamiento solitaria hasta que un terremoto ocasionó un corte de luz en Arkham deshabilitando los sistemas de seguridad y escapó para reunirse con el Joker. Vestida con un traje de bufón rojo y negro, ayudó al payaso a quitarle recursos al Pingüino y a conseguir un escondite. Sin embargo, luego de que lo ayudara en varios planes, el Joker la atrapó en un cohete y la hizo volar para evitar que sus sentimientos por Quinn interfirieran en su vida criminal. El cohete se estrelló en Robinson Park y Poison Ivy encontró a su pasajera. Ivy cuidó de ella, le inyectó un suero natural que incrementó su fuerza, agilidad, velocidad y curación y la alentó a que se vengara de su exnovio. De todos modos, Quinn terminó perdonando al Joker y volvió a su lado. Durante esta época de caos en Gotham, la payasa consolidó su rol como supervillana y asistió a su pareja en varios planes para empeorar la situación.

#### Carrera criminal en solitario y como comodín
Quinn se separó del Joker cuando intentó matarla de un disparo pero lastimó a Poison Ivy en su lugar. Trabajó con Two-Face durante un breve período y lo abandonó cuando se dio cuenta de que diferían en códigos morales. Desde ese momento, la payasa decidió debutar como criminal en solitario y liderar su propia pandilla de secuaces, The Quinntets, cuyo quinto miembro siempre moría. Con su equipo rescató a sus hienas mascotas del zoológico, robó un almacén de objetos sobredimensionados e intentó saquear la mansión Wayne pero Big Barda la detuvo. Jack Happi, dueño de la cadena de parques de diversiones Happiland, se enamoró de Harley y de su mente creativa, por lo que contrató a tres cazadores de recompensas para que la capturaran. El equipo estaba conformado por Frank Surley, Bo Donner y Carrie Chispazo. A medida que la buscaban, accidentalmente pusieron un precio a la cabeza de Quinn y atrajeron a los sicarios de Gotham City. Cuando se dio cuenta de su situación, la criminal decidió disfrazarse de Batgirl para poder emparejar a Donner y Chispazo sin que los sicarios la molestaran. Sin embargo, esto irritó a la familia de Batman, especialmente a Nightwing, y comenzaron a perseguir a Quinn. Tras cumplir con su misión de casamentera, se dio cuenta de que vivir en Gotham sería demasiado difícil y se mudó a Metrópolis con Ivy.
En Metrópolis, Quinn consiguió un departamento con Ivy y se encontró con Jimmy Olsen bajo el seudónimo de Holly Chance; el fotógrafo se enamoró de ella y la ayudó a conseguir un trabajo como consejera romántica en el periódico tEl Planeta. Mientras trabajaba como Chance en la publicación y seducía a Olsen también saqueó un invernadero, tiendas y bancos con Ivy y secuestró a superheroína local Thorn luego de que intentara impedirle robar un mochila propulsora de un laboratorio. Bizarro apareció en este último robo para hacerse amigo de la payasa y pedirle que lo ayudara a encontrar una pareja. Ella accedió a cambio de que él le hiciera unos favores. Al regresar a casa, Quinn interrogó a Thorn y descubrió que padecía de trastorno de identidad disociativo. Olsen visitó a la criminal esa noche y se enteró de su verdadera identidad, pero Quinn retuvo al fotógrafo con ayuda de Bizarro y lo obligó a ayudarla a crear una esposa para el duplicado de Superman. Los tres se dirigieron a las instalaciones de LexCorp donde pudieron crear un duplicado de la payasa pero Bizarro lo rechazó y huyó antes de que se autodestruyera. Superman apareció para rescatar a Olsen y detener a la villana; Quinn utilizó su mochila propulsora para escapar del superhéroe pero al usarla a su máxima potencia explotó. Despertó muerta en el infierno y descubrió que Etrigan, el demonio, la condenó a recrear una confrontación fallida con la policía por el resto de la eternidad. Con ayuda de sus antiguos quintos secuaces fallecidos comenzó a atravesar numerosos niveles del infierno decidida a escapar. Sin embargo, el demonio contrató al cazador de recompensas Ulysses Highwater, quien encontró y derrotó al grupo de insubordinados en las puertas del infierno custodiadas por Cerbero. Quinn se las arregló para escapar una vez más de su condena por lo que Etrigan la expulsó del infierno para que dejara de causarle problemas. De regreso al mundo físico sin cuerpo, la criminal empezó a poseer un cuerpo tras otro hasta que J'onn J'onzz, el Detective Marciano, y Zatanna le crearon uno nuevo y Batman la regresó a Gotham. Quinn trabajó como agente doble; ayudó a Batman a encontrar al Joker y a este a engañar al vigilante. El payaso ideó un plan en base a las conclusiones que Batman sacaba a partir de las pistas que su pareja le dejaba. Antes de ejecutar el crimen, Quinn se reveló ante ambos y consiguió que el superhéroe persiguiera al Joker mientras ella escapaba.
Tiempo después, Hush y Riddler reclutaron a Quinn para que asaltara a Bruce Wayne, Selina Kyle y Thomas Elliot durante una noche en la ópera como parte del su plan para eliminar a Batman. Luego de escapar con sus joyas, la payasa condujo a Elliot hacia un callejón donde supuestamente el Joker le dio un tiro mortal. Al final de los eventos, Riddler le explicó a Batman que Quinn aceptó participar porque vio una nueva oportunidad de trabajar con su exnovio. Después de esto volvió a trabajar con su amado; en una ocasión lo ayudó a asesinar a todos sus antiguos secuaces payasos sin saber que el «remate» del plan era su propia muerte. Tras darse cuenta de eso, la villana con el corazón roto ayudó a Batman a encerrar al Joker en Arkham. Quinn pasó un año solicitando libertad condicional del manicomio pero Wayne, miembro de la comisión médica de la institución, rechazó sus pedidos sistemáticamente. La nueva ventrílocua, Peyton Riley, la secuestró del hospital y le ofreció un trabajo aunque la interna lo rechazó por respeto a la memoria de Arnold Wesker, el ventrílocuo original; Wesker se había hecho amigo de Quinn para animarla durante su primera semana en Arkham mientras el Joker estaba suelto. La payasa ayudó al Crusado encapuchado y al comisionado James Gordon a frustrar los planes de la impostora. Aunque Riley escapó, Wayne aceptó otorgarle libertad condicional al ver que la interna se esmeraría en rehabilitarse. Quinn se unió a los Seis Secretos durante una misión en Rusia pero abandonó el equipo antes de que la policía local los arrestara por el asesinato de un general ruso. Regresó a Gotham con la intención de reformarse y se instaló en un refugio para mujeres.
Harley Quinn
En otra línea de tiempo, Quinn se asentó en Gotham luego de que Batman la deportara desde Metrópolis. Trabajó como psiquiatra usando el nombre de Jessica Seaborn y paralelamente realizaba tareas clandestinas para terceros. Cuando dejó ciega a una niña por cobrar una recompensa, la criminal decidió internarse en Arkham al darse cuenta de que necesitaba mejorar su salud mental.

### Post-Flashpoint

#### Primeros años de vida e inicios de carrera criminal
Harleen Quinzel, la mayor de cuatro niños y la única mujer, nació en Canarsie (Brooklyn, Nueva York). Su interés por la psicología criminal creció temprana en su niñez y floreció cuando conoció a un chico llamado Bernie Bash, que cometió homicidio para demostrarle su amor. Tras su detención, Quinzel irrumpió en su casa y robó un castor disecado de la tienda de taxidermia de su padre para recordar su relación y que guardaría hasta su madurez. Fue una estudiante de honor y gimnasta en la Universidad de Gotham, donde estudió psiquiatría. Eventualmente consiguió un puesto como psiquiatra en un prominente hospital, pero su interés por las mentes criminales la llevaron a transferirse al manicomio Arkham en Gotham. Tras descubrir que los demás doctores no podían penetrar la mente de sus pacientes, Quinzel se hizo pasar por una paciente más para poder acercarse a ellos. Sin embargo, el Joker logró ver a través de su disfraz y creó un vínculo con la neoyorquina. Su confianza y comprensión ante la locura del criminal lo impresionaron. En su décima sesión, le reveló que sabía que un conductor ebrio había asesinado a su padre y que gracias a sus conexiones logró salir impune del caso. Como regalo para ella, el payaso le presentó un dedo del conductor como prueba de que el hombre había sido llevado ante la justicia y le prometió que podría enseñarle a ser tan fuerte como él, al no preocuparse por las reglas de la vida.
La superior de Quinzel descubrió su enamoramiento por el villano luego de robar sus notas con la intención de publicarlas bajo su nombre. La neoyorquina intentó asesinar a su jefa, mató a un guardia y liberó al Joker de su celda. Esa noche la llevó a la fábrica Ace Chemical, donde él mismo había «nacido» y le prometió que entonces sería su cumpleaños. Al darse cuenta de sus intenciones, Quinzel forcejeó para escapar pero él logró arrojarla a una cuba de químicos y la observó hundirse hasta el fondo. Más tarde vació el tanque y la encontró adentro viva pero cambiada, con la piel blanqueada por el ácido. Había perdido el contacto con la realidad por lo que el Joker la alentó a hacer lo que quisiera sin pensar en las consecuencias. La primera vez que se separó de su pareja, Harley Quinn se diseñó su propio vestuario a partir de diferentes prendas que fue robando para reflejar un «mosaico» de todas las personas fue o deseaba ser. La payasa reprimió cualquier culpa por sus crímenes junto con su racionalidad.

#### Escuadrón Suicida
Black Canary arrestó a Quinn mientras estaba en una vengativa matanza serial contra los abogados que encerraron al Joker. Una vez encerrada en Belle Reve, Amanda Waller la reclutó para su Fuerza de Ataque X o Escuadrón Suicida, un equipo de supervillanos dedicados a realizar misiones secretas para el gobierno a cambio de una reducción en su sentencia. Sin embargo, cuando se enteró de que supuestamente el Joker estaba muerto y despellejado según Capitán Bumerang, organizó un motín para escapar de la prisión a Gotham y entregarse a la policía local para llegar al rostro de su amado; su plan funcionó y se las arregló para recuperarlo. La criminal capturó a Floyd Lawton alias Deadshot, a quien enviaron a capturarla a ella, y en un episodio psicótico colocó la cara despellejada sobre la de Lawton para tener un «conversación». Deadshot convenció a Quinn de que se acercara a él solo para dispararle en el estómago e incapacitarla. Gracias al tratamiento que recibió en Belle Reve sobrevivió al disparo aunque el hecho le provocó un colapso mental y sacó a la luz su personalidad como Harleen Quinzel. El Joker apareció durante el funeral de Deathshot para secuestrarla y pedirle que lo ayudara en su plan para eliminar a todos los murciélagos. Quinn se vistió con su antiguo traje de Red Hood y se reunió con Batman en la planta química donde conoció al payaso por primera vez. El Caballero oscuro cayó en un tanque y ordenó a la villana a decirle dónde se encontraba el Joker pero ella solo respondió, en lágrimas, que él ya no era el payaso del que se enamoró y se marchó. Se dirigió al sótano de la planta donde el payaso la amarró a una camilla para arrojarla a una tina llena de químicos y recuperar su locura por completo. Aunque logró desatarse, Quinn tuvo que luchar y matar a sus propias hienas, que él infectó con rabia para alcanzar su máximo potencial, similar a lo que pretendía hacer con ella. Finalmente el Joker la noqueó y la encadenó en una celda repleta de cadáveres de las «otras Harleys» que le sirvieron. La payasa escapó cortándose las muñecas para lubricar las esposas con su sangre lo que hizo que su exnovio considera que aún había esperanza para ella. Luego de este encuentro, Quinn comenzó a oír la voz de su lado cuerdo que le aseguraba que «Harley» fue creación suya y no del Joker.
Quinn aprovechó un apagón en la prisión para tomar como prisionera a Waller, quien había intentado hacer que se volviera emocionalmente dependiente de Unknown Soldier para poder manipular. Con James Gordon Jr. como mediador, acordaron que el Escuadrón comenzaría a trabajar sin bombas en el cuello y que al cabo de once meses cada miembro sería libre y solo funcionaría como informante. Luego de una misión en Las Vegas (Nevada), el Sindicato del Crimen de América los ayudó a escapar de Waller y los reclutó para que los ayudaran en su plan para dominar el mundo. No obstante, como el crimen organizado no era de su agrado, la payasa regresó a Gotham donde podría causar caos sin control. Sin una misión de verdad comenzó a vagar por la ciudad para encontrarse a sí misma y se dio cuenta de que había reprimido su racionalidad luego de asesinar a docenas de niños. Deadshot la tomó por sorpresa y la convenció de regresar al Escuadrón para ayudar a su antigua jefa, a lo que accedió tristemente. Una vez reunido, el Escuadrón se dirigió a las Montañas Rocosas para recuperar a OMAC y se cruzó con un grupo de superhéroes que Thinker reclutó con la apariencia de Waller. Cuando los equipos comenzaron a pelear por el cíborg, Quinn traicionó a sus aliados, aprovechó y escapó con él para entregárselo a Thinker. La payasa volvió al lado de Waller para ayudarla a detener al villano que se había hecho con el control físico de OMAC y recuperar las instalaciones de Belle Reve.
Los superiores de Waller contrataron a Vic Sage para que la asesorara y ayudara a tomar decisiones relacionadas con el Escuadrón debido a problemas que no supo manejar anteriormente. Sage reclutó a Duela Dent quien se autodenominaba la Hija del Joker por conseguir y usar la cara del payaso como máscara. La participación de Dent en las misiones y su constante arrogancia generaron fricción con Quinn, quien eventualmente la golpeó hasta dejarla inconsciente en Moscú (Rusia). Por su parte, la payasa creía que estaba ayudándola a reconocer que seguir al Joker era el pero error de su vida. Durante una operación en China, Daniel West alias Reverse Flash le preguntó sobre su relación con el Joker y por qué seguía vistiéndose como payasa y asesinando gente si ya se había separado de él. Irritada por su interrogación abandonó al villano incapaz de moverse debido a su pierna rota para que muriera. West sobrevivió a la misión y Quinn abandonó gradualmente su atuendo de arlequín. En Turquía, una facción rebelde de la Liga de Asesinos la capturó y la encerró en una celda llena de niños. Al principio se entretenía con ellos haciéndolos reír pero cuando unos guardias entraron a la celda los asesinó brutalmente y aterrorizó a los pequeños. Más tarde, Reverse Flash llegó para rescatarla pero notó que la payasa estaba deprimida por lo sucedido. En un intento por reconfortarla le dijo que ninguno de ellos fue un monstruo desde los inicios y que no era necesario que lo siguieran siendo.

#### Reintegración social y nueva vida
Finalmente, Waller liberó a Quinn y borró su historial criminal para que pudiera comenzar una nueva vida. La payasa se mudó a Coney Island (Brooklyn) donde heredó un edificio de cuatro plantas de un paciente que atendió durante sus años en Arkham. Al llegar a su nuevo hogar se convirtió en la responsable de recolectar la renta de los inquilinos de la segunda planta, cuya mayoría trabajaba en el teatro del piso anterior. Adoptó a todos los animales que iban a sacrificar de un refugio y los alojó en la tercera planta; Poison Ivy la ayudó a rescatarlos y llenó su lugar con plantas. Quinn comenzó a trabajar como terapeuta en un geriátrico y se unió a un equipo de derbi en patines para conseguir dinero adicional y cubrir el resto de los gastos del inmueble, ya que la renta solo pagaba la mitad de los tributos. Sin embargo, el equipo de patinaje la expulsó tras golpear brutalmente a una contrincante. En su otro trabajo conoció a Sylvester «Syborg» Borgman, un veterano con implantes de robot al que ayudó a eliminar a una serie de terroristas rusos que atentaron contra Estados Unidos en los años 70. Por miedo a echar a perder su oportunidad de tener una nueva vida, Quinn puso precio a su propia cabeza sonámbula para atraer a los villanos que podrían afectarla. Con ayuda de Ivy, Borgman y Big Tony, un inquilino y trabajador de su edificio, convenció a la mayoría de sicarios de Nueva York de que la recompensa por ella era falsa.
Quinn se unió a Karen Starr también conocida como Power Girl luego de que esta cayera desde el espacio exterior en el paseo marítimo de su vecindario. Debido al impacto, Starr desarrolló una amnesia que no le permitió recordar ni siquiera su nombre y que Quinn aprovechó para convencerla de que eran un dúo de superheroínas. Juntas se enfrentaron a Clock King y Sportsmaster varias veces y realizaron viajes intergalácticos hasta que la kryptoniana recuperó su memoria. Una vez que recordó todo, Power Girl la perdonó por haberle mentido pero la dejó en la punta de la Torre Eiffel (París) cuando la payasa sugirió despedirse con un beso francés. Antes de las aventuras con Starr, un admirador obsesionado de Quinn llamado Edwin la secuestró para tener una cita pero la liberó con la condición de tener una cita de verdad una vez que recibiera atención médica. Justo después, la payasa entró a un club de patinaje clandestino para reponer el dinero que dejó de ganar cuando la despidieron del equipo anterior. Quinn decidió contratar un grupo de ayudantes debido a todo el estrés que empezó a acumular por sus actividades —su trabajo como terapeuta, el club de patinaje, el mantenimiento de su edificio, sus mascotas, los problemas sociales de la ciudad que pretende solucionar y su relación floreciente con Mason Macabre, hijo de una de sus inquilinos. Tras llamar una convocatoria de aspirantes y seleccionar a los más aptos logró formar la Pandilla de Harleys.

#### Regreso al Escuadrón
A través de un mensaje anónimo, Waller convenció a Quinn de utilizar sus conocimientos de psiquiatría y su experiencia como criminal para abrir una comunidad para villanos y ayudar a reformarlos. Luego de ayudar a criminales como Killer Moth, Enchantress, Toyman y Ratcatcher, la psiquiatra buscó a Scarecrow en Gotham para ofrecerle sus servicios pero terminó en medio de sus planes malvados. La Liga de la Justicia apareció para detener a Scarecrow y vinculó a Quinn con los delitos por lo que tuvieron que tomarla también. Bajo la custodia de Waller, la payasa accedió a unirse al Escuadrón una vez más con el objetivo de liberar al mundo de superhéroes, recuperar su antigua vida y llevar a cabo sus propias buenas acciones. Sin embargo, Rick Flag, Jr., el nuevo líder del Escuadrón, estaba inseguro sobre la utilidad y seguridad de llevarla a trabajar con el equipo por lo que la reclutó en una misión especial para probarla. Cuando llegaron a destino, una bomba con gas del Joker explotó e infectó al grupo completo, lo que volvió a algunos hombres de Flag agresivos contra el resto. Mientras luchaba con alucinaciones de su exnovio que intentaban convencerla de aprovechar la situación y matar a todos para escapar, Quinn mareada por el gas rescató a Flag de los soldados asesinos ganando su lugar en el equipo. Quinn participó en la primera misión del nuevo Escuadrón, en la que fue enviado a unas instalaciones secretas en Rusia para robar la Bóveda negra, un portal a la prisión del general Zod en la Zona Fantasma. El equipo regresó con el artefacto a Belle Reve tras accidentalmente liberar al prisionero y regresarlo a su encierro con la ayuda de Hack, una ladrona informática recién reclutada y seguidora de la payasa. La presencia de la Bóveda comenzó a enloquecer a las personas dentro de la penitenciaría, excepto a Quinn que recuperó su cordura, y en medio del caos liberaron a Zod. Ahora con la personalidad de la Dra. Quinzel rescató a Enchantress, inmune a la influencia del portal, y a Killer Croc de sus celdas para que la ayudaran a debilitar al general utilizando luz roja. Una vez resuelta la situación, Waller mejoró el protocolo de seguridad para seguir estudiando la Bóveda y su prisionero y Quinzel regresó a su estado demencial.
La payasa se enfrentó a Wonder Woman cuando la Liga de la Justicia intervino en una misión del Escuadrón. Aunque la superheroína derrotó a Quinn, Killer Frost congeló a todos en el área luego de succionar la energía vital de Superman, dejando a toda la Liga a merced de Waller. De regreso en Belle Reve, Waller tomó a los superhéroes bajo su mando y les ordenó que la protegieran de Maxwell Lord, quien ha estado reclutando supervillanos para destruirla. Cuando Lord llega a la penitenciaria acompañado por Lobo, Johnny Sorrow, Emerald Empress, Rustam, entre otros, cada miembro de la Liga se emparejó con uno del Escuadrón para enfrentarse a un enemigo; Wonder Woman se unió Quinn para vencer a Sorrow, cuya mirada enloquecía a cualquiera a quien lo mirara. El dúo logró vencerlo gracias a que la locura de Quinn la volvió inmune a su mirada, y esta consiguió tiempo y posición para que Wonder Woman usara sus brazaletes para golpear a Sorrow con su propio reflejo. Durante los siguientes eventos, Batman reclutó a Quinn y al resto del Escuadrón para formar una nueva Liga de la Justicia, ya que los miembros anteriores habían sido corrompidos por Lord con su persuasión telepática potenciada por el Corazón de la Maldad de Eclipso robado de las bóvedas de Belle Reve. Aunque más tarde también poseyó al nuevo equipo, Killer Frost desintegró a Eclipso del cuerpo de Lord y regresó todo a la normalidad.

## Apariciones en otros medios

### Cine

#### Acción real
- Harley Quinn es una de las principales protagonistas de la película Aves de presa (y la fantabulosa emancipación de Harley Quinn), interpretada por la actriz estadounidense Margot Robbie.
- Robbie interpretó el mismo personaje en la película Escuadrón Suicida y en su continuación El escuadrón suicida.
- La cantante y actriz Stefani Germanotta, conocida artísicamente cómo Lady Gaga, personifica el personaje en la secuela de la película Joker, titulada Joker: Folie à Deux, de nuevo con Joaquin Phoenix interpretando al Joker.

#### Animación
- Harley Quinn aparece en algunos flashbacks en la película de dibujos animados Batman del futuro: El regreso del Joker así como en su rol del futuro, envejecida y retirada de la vida criminal. Ambos roles fueron actuados de nuevo, por Arleen Sorkin.

### Televisión

#### Imagen real
- Harley Quinn aparece en la serie Birds of Prey interpretada por la actriz Mia Sara. Es la antagonista principal y utiliza su trabajo de psiquiatra como fachada mientras desarrolla su plan de conquistar Gotham.
- Harley Quinn tiene un cameo en la serie Arrow durante el episodio «Suicide Squad», interpretada físicamente por la actriz Cassidy Alexa, aunque su voz pertenece a Tara Strong.
- Un personaje inspirado en Harley Quinn llamado Ecco aparece en las temporadas cuatro y cinco de la serie Gotham, interpretado por Francesca Root-Dodson.
- En la serie Riverdale, el personaje de Toni Topaz (interpretado por Vanessa Morgan) utiliza el atuendo de Harley Quinn durante el episodio «Chapter Sixty-One: Halloween».[77]

#### Animación
- Harley Quinn debutó en Batman: la serie animada, con la voz de Arleen Sorkin.
- Harley Quinn aparece en Liga de la Justicia durante el episodio «Wild Cards», nuevamente con la voz de Arleen Sorkin.
- Harley Quinn aparece en Superman: la serie animada, como invitada en tres episodios (Junto al Joker) y de nuevo, con la voz de Arleen Sorkin.
- Harley Quinn aparece en Static Shock durante el episodio «Hard as Nails», otra vez con la voz Arleen Sorkin.
- Harley Quinn aparece en The Batman, con la voz de Hynden Walch.
- Harley Quinn aparece en Batman: The Brave and the Bold, con la voz de Meghan Strange.
- Harley Quinn aparece en Justice League Action, con la voz de Tara Strong.
- Harley Quinn tiene varios cameos en Teen Titans Go!.
- Harley Quinn aparece en DC Super Hero Girls, nuevamente con la voz de Tara Strong.
- Harley Quinn es la protagonista de Harley Quinn, con la voz de Kaley Cuoco.

### Series web
- Harley Quinn aparece en Gotham Girls, con la voz de Arleen Sorkin.
- Harley Quinn aparece en Batman Black and White, con la voz de Janyse Jaud.
- Harley Quinn aparece en Justice League: Gods and Monsters Chronicles, con la voz de Tara Strong.
- Harley Quinn aparece en DC Super Hero Girls, con la voz de Tara Strong.

### Videojuegos

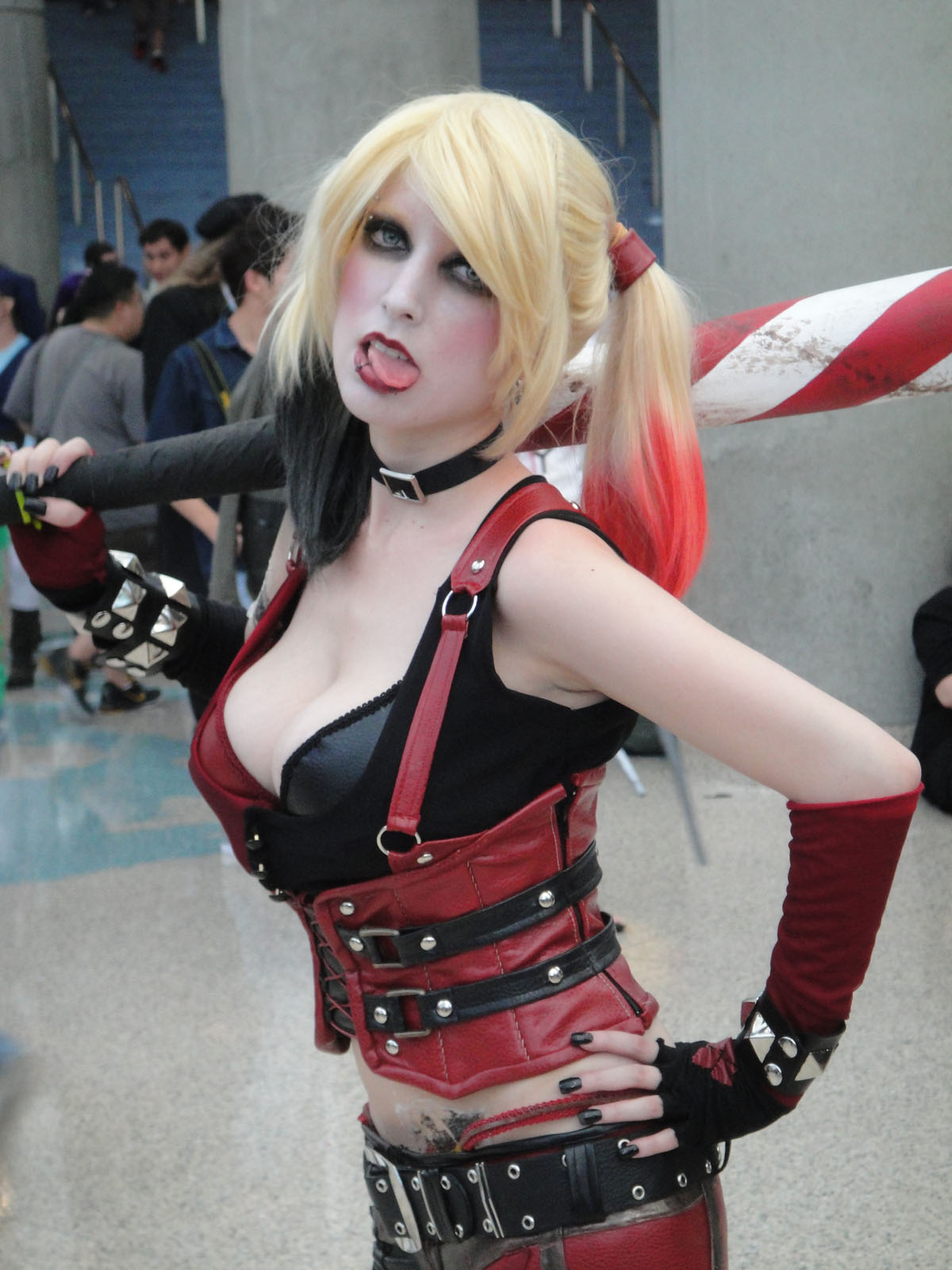
Cosplayer como Harley Quinn con su apariencia de Batman: Arkham.

- Harley Quinn tiene varios cameos en la versión para Super NES de The Adventures of Batman & Robin (1995) y como jefe en la versión para Sega Genesis, con la voz de Arleen Sorkin.
- Harley Quinn aparece en Batman: Chaos in Gotham (2001), también con la voz de Arleen Sorkin.
- Harley Quinn aparece en Batman: Vengeance (2001) y su secuela Batman: Rise of Sin Tzu (2003), nuevamente con la voz de Arleen Sorkin.
- Harley Quinn aparece como una de los antagonistas principales del videojuego Batman: Arkham Asylum (2009), con la voz de Arleen Sorkin.[78] En el videojuego, Joker se deja atrapar fácilmente por Batman en el ayuntamiento de Gotham City|Gotham y este lo traslada en el Batmóvil al Manicomio Arkham dónde, nada más llegar y de improviso, Harley Quinn libera al Joker y hace que este se haga con el control del manicomio liberando a su paso a todos los dementes y rivales conocidos de Batman. Posteriormente, aparece en Batman: Arkham City (2011), esta vez con la voz de Tara Strong, donde Harley reaparece encerrada en Arkham City, la nueva prisión de máxima seguridad para criminales y enfermos mentales manejada por Hugo Strange, Quinn cuida a Joker que quedó enfermo y moribundo después de los hechos del videojuego anterior. Aparece nuevamente en Batman: Arkham Origins (2013) como la Dr. Harleen Quinzel, cuando Batman lleva al Joker a Blackgate y Harley es su psicóloga. Después, en Batman: Arkham Knight (2015), aparece en varios modos del juego, en la historia principal, ella y su pandilla secuestran el teatro abandonado donde Batman retenía a varios sujetos que fueron infectados con la sangre del Joker gracias a la ayuda de uno de ellos que pudo fingir cordura porque su apariencia aún no cambiaba, al ser derrotada por Batman y Robin presencia horrorizada como el mismo sujeto que la ayudó a entrar al teatro y secuestrarlo mata a los otros sujetos para luego ser noqueado. En su propio DLC, aparece en una pequeña precuela poco antes de los sucesos de la trama principal donde irrumpe en el departamento de policía de Bludhaven con instrucciones del Pingüino, lugar donde Poison Ivy está siendo retenida. Harley también aparece en el DLC precuela de Batgirl donde ella y el joker secuestran al comisionado Gordon y a varios policías en un parque de diversiones abandonado. Aparece como personaje jugable en Suicide Squad: Kill the Justice League (2024).
- Harley Quinn aparece en Lego Batman: el videojuego (2008), con la voz de Grey DeLisle. Luego aparece en Lego Batman 2: DC Super Heroes (2012), con la voz de Laura Bailey. Después aparece en Lego Batman 3: Beyond Gotham (2014), Lego Dimensions (2015) y Lego DC Super-Villains (2018), todos con la voz de Tara Strong.
- Harley Quinn aparece DC Universe Online (2011), con la voz de Arleen Sorkin. Dependiendo del rol del jugador (héroe o villano), se la deberá derrotar para rescatar a Robin o derrotarlo para rescatarla, respectivamente.
- Harley Quinn aparece como personaje jugable en Injustice: Gods Among Us (2013) y en su secuela Injustice 2 (2016), ambas con la voz de Tara Strong.
- Harley Quinn aparece como personaje jugable en Infinite Crisis (2015), con la voz de Tara Strong.
- Harley Quinn aparece en Batman: The Enemy Within (2017), nuevamente con la voz de Tara Strong.
- Harley Quinn aparece como personaje obtenible en PlayerUnknown's Battlegrounds (2017).
- Harley Quinn aparece como personaje obtenible en Fortnite: Battle Royale (2017).
- Harley Quinn aparece como uno de los aspectos de Cassie Cage de Mortal Kombat 11 (2019).
- Harley Quinn iba a aparecer en el videojuego Mortal Kombat vs. DC Universe como personaje jugable descargable, sin embargo los planes fueron cancelados por la mala recepción del título.
- Harley Quinn es un personaje jugable del videojuego MultiVersus

## Impacto cultural

### Recepción y análisis literario

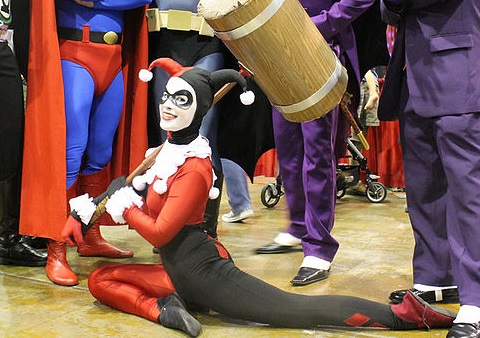
Cosplayer de Harley Quinn con su vestimenta clásica en la Exposición de Entretenimiento y Cómic de Chicago de 2011.

Desde su debut en Batman: la serie animada (1992), Harley Quinn se convirtió en uno de los personajes más exitosos de las historietas, al pasar por diferentes medios gracias a la adoración de sus admiradores, y en un icono homosexual y uno feminista. Igualmente, algunos autores describen a Quinn como una apología a la violencia doméstica. De acuerdo con la psicóloga Andrea Letamendi, las complicaciones de impulso-control de Quinn fue lo que creó la empatía con sus seguidores. Letamendi explicó que el atractivo del personaje yace en sus «pobres decisiones», en que es «impulsiva y comete errores» porque es fácil de identificarse con esos factores; «queremos que sea resistente contra el abuso del Joker, contra las cosas que le pasan. Queremos que se supere y queremos que aprenda de sus errores». Chris Sims de Comic Alliance declaró que su popularidad casi instantánea se debió a «la combinación de un diseño hermoso y colorido por parte de Bruce Timm, y la característica voz de Arleen Sorkin» junto con la rareza del personaje en el mundo de Batman. El escritor se refirió a la «convincente tragedia» de Quinn por estar perdidamente enamorada del Joker y dijo que «es tan reconocible y desgarradora que no puedes evitar simpatizar con ella». También notó que la novela gráfica Amor loco y a los episodios de La serie animada «Harlequinadas» y «Día de fiesta de Harley» fueron factores que la convirtieron en «una de las figuras más simpáticas» en la mitología del Caballero de la noche. Según Sims, la relación entre la payasa y Poison Ivy la convirtió en uno de los personajes más «prominentes» de la editorial para la comunidad LGBT. Joanna Robinson de Vanity Fair elogió la decisión de confirmar el romance entre Quinn y Ivy en 2015 por parte de DC Comics, que se había puesto en contra de representar las relaciones homosexuales en 2013. En una nota sobre la serie derivada de Quinn, Dani Di Placido de Forbes escribió que la antiheroína es «lo contrario a un icono feminista, pero como una mujer maltratada tiene el potencial para ser mucho más interesante».

## Volúmenes de colección
| Harley Quinn Vol. 1 - Preludes and Knock-Knock Jokes (2008) - Night and Day (2013) - Welcome to Metropolis (2014) - Vengeance Unlimited (2014) Harley Quinn Vol. 2 - Hot in the City (2014) - Power Outage (2015) - Kiss Kiss Bang Stab (2015) - A Call to Arms (2016) - The Joker’s Last Laugh (2016) - Black, White and Red All Over (2017) | Harley Quinn Vol. 3 - Die Laughing (2017) - Joker Loves Harley (2017) - Read Meat (2017) - Surprise, Surprise (2018) - Vote Harley (2018) - Angry Bird (2018) Otros volúmenes - Batman: Mad Love and Other Stories (2015) - Batman Adventures: Mad Love Deluxe Edition (2015) - Batman: Harley and Ivy: The Deluxe Edition (2016) - Harley Quinn and Power Girl (2016) - Harley Quinn's Greatest Hits (2016) - Harley Quinn and Her Gang of Harleys (2017) - Harley’s Little Black Book (2017) |